# Tanger Med
Tanger Med är en hamn utanför Tanger i Marocko. Den ligger vid Gibraltarsundet, i regionen Tanger-Tétouan-Al Hoceïma, i den norra delen av landet, cirka 40 km nordost om staden Tanger och 240 km nordost om huvudstaden Rabat. Hamnen är huvudsakligen en last- och industrihamn och kan hantera cirka 9 miljoner containrar (TEU) per år. Den har även passagerartrafik. Tanger Med började byggas 2004 och öppnades 2007. Hamnen är en av de större last- och industrihamnarna vid Medelhavet och i även världen (inom topp 50) och den är Afrikas största hamn av sitt slag. 

## Bildgalleri

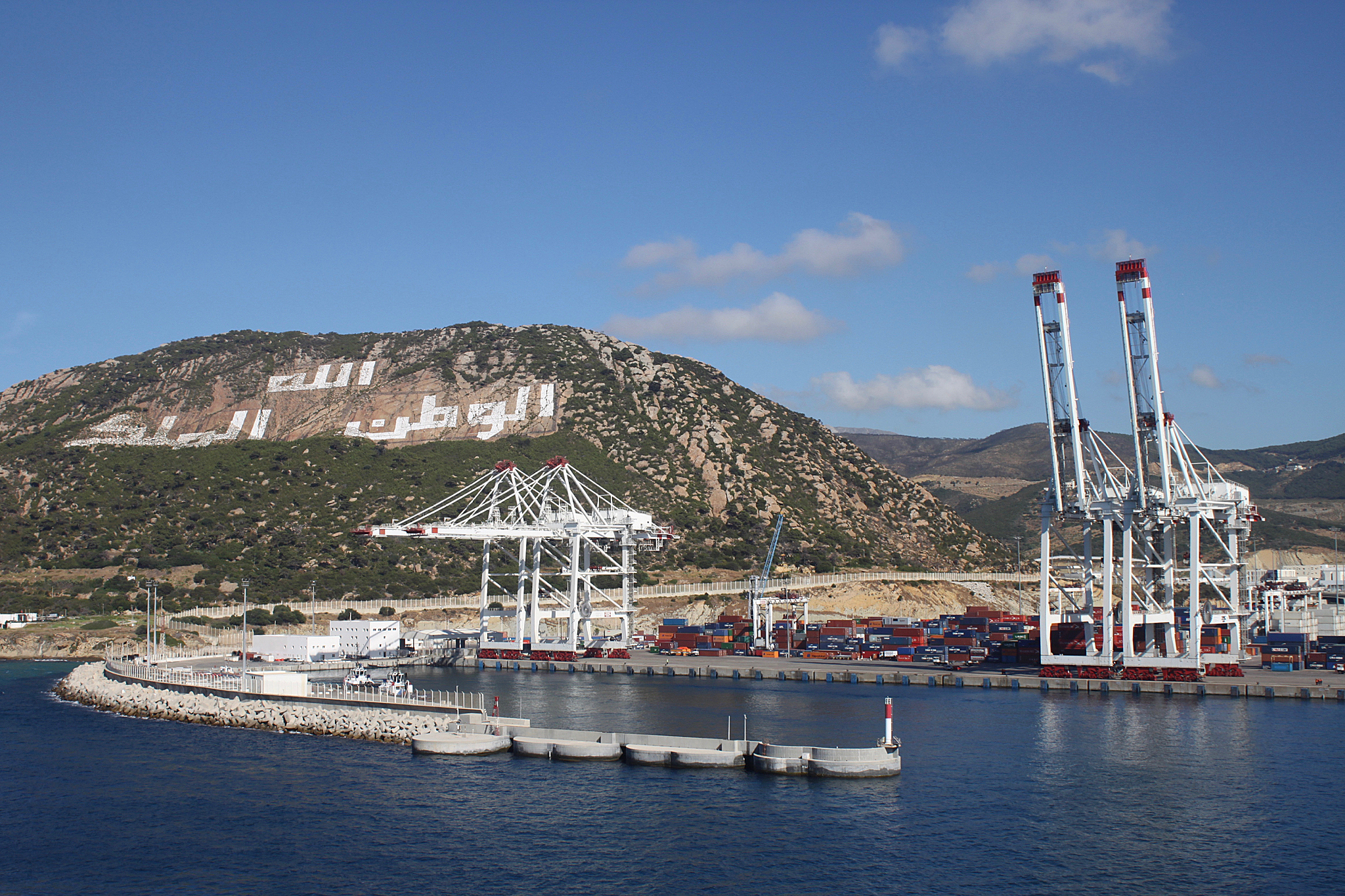
Hamnen Tanger Med, 2017.
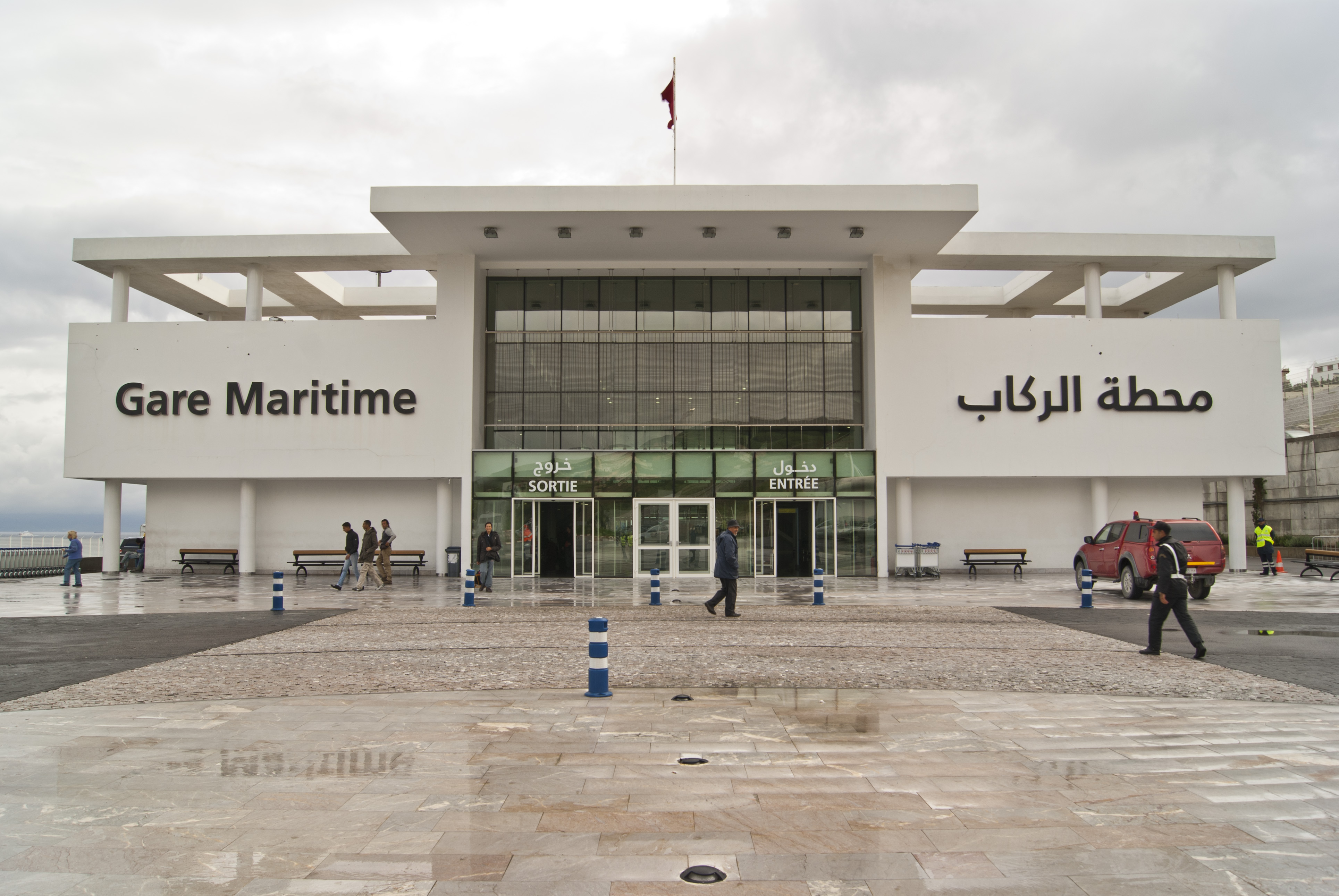
Hamnens passagerarterminal.
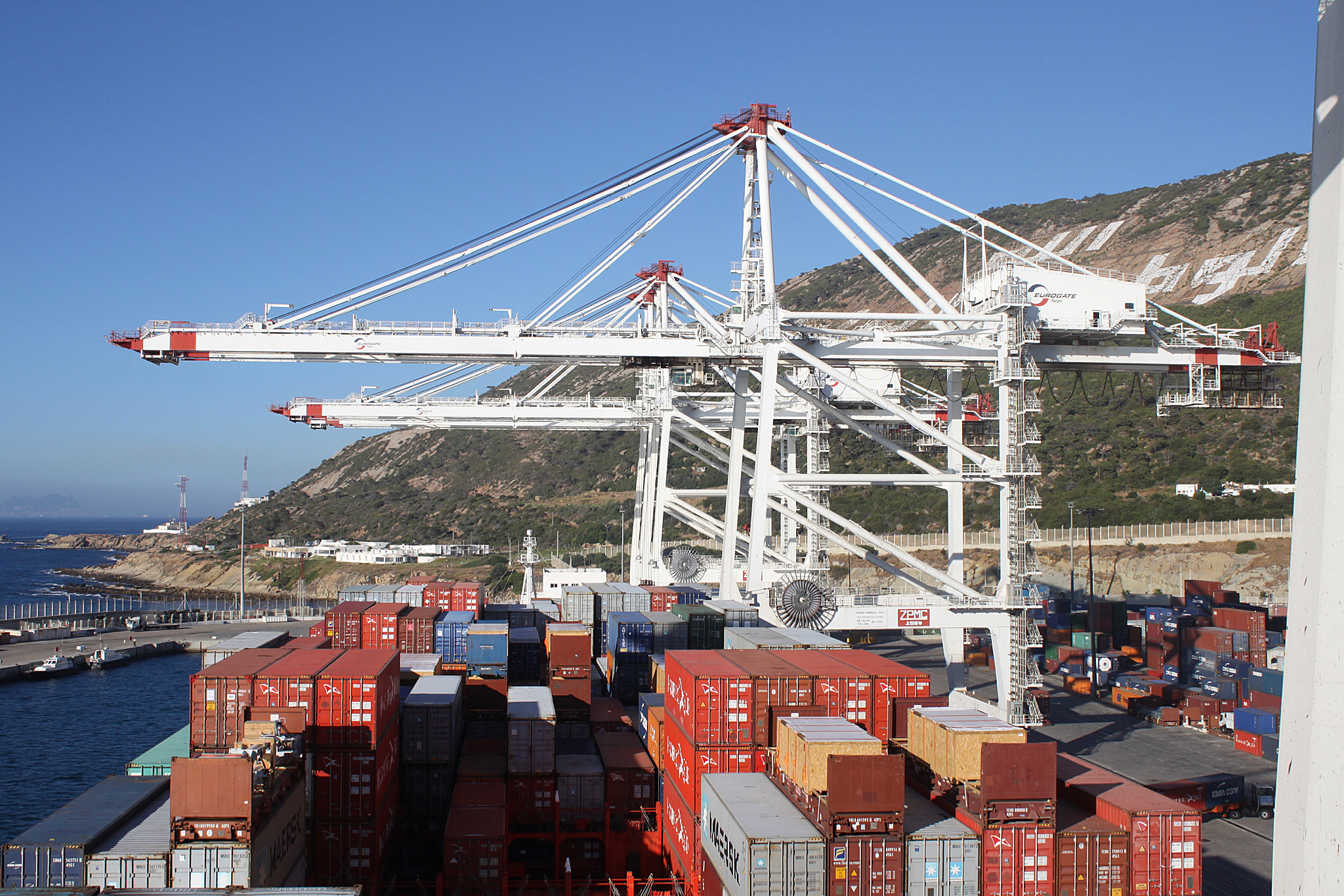
Lastning av containrar i hamnen.